# Oaonui
Oaonui  est une localité de l’ouest de la région de Taranaki, située dans l’ouest de l’Île du Nord de la Nouvelle-Zélande. 

## Situation
Elle est localisée sur le trajet de la route nationale 45, à 8 km au nord de la ville d’Opunake.

## Toponymie
Le ministère de la culture et du patrimoine (en) de la Nouvelle-Zélande a donné la translation du nom Maori par "emplacement de nombreux nuage " pour le terme de Ōaonui.

## Installations
Le marae de «Te Pōtaka et la maison» de rencontre de «Te Pōtaka» sont localisés dans le secteur de la ville de Oaonui.
Le marae est un terrain de rassemblement pour l’iwi des Taranaki (en) de l’ hapū des Ngāti Haupoto (en), Ngāti Tara (en) et Ngāti Tuhekerangi (en).